# جبار عبد الإمام (جزيرة مينو)
جبار عبد الإمام (بالفارسية: جبار عبدالامام) هي منطقة سكنية تقع في إيران في قسم جزيرة مينو الريفي. يقدر عدد سكانها بـ 948 نسمة .